# Princess Maker
 (décembre 2017).
Si vous disposez d'ouvrages ou d'articles de référence ou si vous connaissez des sites web de qualité traitant du thème abordé ici, merci de compléter l'article en donnant les références utiles à sa vérifiabilité et en les liant à la section « Notes et références ».
Princess Maker est une série de jeux vidéo de simulation développée par Gainax.
Chaque volet met en scène une jeune fille à élever de l'âge de 10 ans jusqu'à 18 ans, afin qu'elle puisse bien grandir, obtenir des qualités et entamer une carrière, le but le plus prodigieux étant de faire d'elle une princesse.
Les jeux ne sont généralement sortis qu'au Japon, en Corée du Sud et en Chine. Le seul volet qui ait été traduit en anglais est Princess Maker 2, mais il ne fut cependant jamais mis sur le marché, jusqu'à septembre 2016, où il apparut sur la plateforme Steam.

## Princess Maker 1
Le Seigneur des Enfers a envahi un royaume du monde des humains. Un guerrier solitaire parvient à le vaincre, et est recueilli à la cour du Roi. Lors de la guerre, une petite fille (son prénom par défaut est Maria) a perdu ses parents. Le guerrier décide de l'adopter comme sa fille alors qu'il prend sa retraite.

## Princess Maker 2
Sous l'ordre de Dieu, Lucifon, Prince des Ténèbres, envahit un royaume humain pour le punir d'être tombé en décadence. Un guerrier errant fait son apparition et s'engage contre Lucifon en combat singulier. Perdant le combat, Lucifon se retire avec son armée. Le guerrier est recueilli par la cour royale et obtient un travail comme chevalier. Un an plus tard, le guerrier est appelé par une voix dans la nuit. Un être céleste arrive avec une petite fille (son prénom par défaut est Olive) dans une colonne de lumière, et la confie au guerrier pour qu'il l'élève comme sa fille.
Ce jeu est le seul qui ait eu une traduction officielle en anglais, mais il n'a cependant jamais été mis sur le marché avant 2016, sur la plateforme Steam. Le fait qu'il ait été "disponible" en anglais contribue à son accessibilité et le fait qu'il soit le titre le plus populaire de la série parmi les fans non-japonais.

## Princess Maker: Legend From Another World
Ce titre conçu pour la Super Nintendo reprend les mécanismes du premier et du second volet. Il n'y a pas de scénario de départ comme pour les autres, le héros devant simplement élever sa fille (son prénom par défaut est Melody). La différence principale est la gestion des combats, qui fonctionne sur le tirage de cartes au hasard.

## Princess Maker 3
Une fée fait le vœu de devenir une princesse humaine. Se faisant transformer en humaine, elle (son prénom par défaut est Lisa) doit accomplir elle-même avec son père adoptif son rêve de devenir princesse. Le jeu est sorti sur Steam en juin 2017 (en anglais) sous le nom Princess Maker 3: Fairy tales come true.

## Animé
Une série d'animé, Puchi Puri Yucie, a été vaguement adaptée des jeux, en reprenant plusieurs personnages, dont Cube le majordome de Princess Maker 2.